# H.P. Prior (skibsreder)
 Der er flere personer med dette navn, se H.P. Prior.
Hans Peter Prior (født 9. maj 1813 i Nakskov, død 28. juni 1875 i København) var en dansk handelsmand og skibsreder, medstifter af DFDS. Billedhuggeren Lauritz Prior og grossereren Axel Prior var hans sønner.
Hans Peter Prior var søn af skomagermester Andreas Prior og Ellen Sophie, født Holm. Da hans forældres kår var små, kom han allerede i 13-årsalderen i handelslære i Stege. Senere fik han plads hos handelshuset C. Hage & Søn sammesteds, og 1839 etablerede han sig som købmand der. Han drev navnlig en ret betydelig kornhandel, men den stærke konkurrence foranledigede ham til at flytte til København 1847. Forholdene her svarede ikke til hans forventninger, og da han led ret følelige tab, besluttede han sig til at forandre sin virksomhed. Hans opmærksomhed blev henledt på entreprise af dampskibsfart i Danmark, og han kastede sig nu med overordentlig energi og intelligens over denne forretning. I løbet af 9 år dels købte, dels byggede han 9 dampskibe, som sattes i fart i regelmæssige ruter. Hans energi i forbindelse med nødvendigheden af at handle hurtig, naar han ikke skulde fortrænges af fremmede selskaber, havde drevet ham for stærkt frem i forhold til hans begrænsede pekuniære midler, og da et skib forliste uden at være fuldt forsikret, kom han i en så alvorlig klemme, at han måtte lade forretningen sætte under administration. Denne forløb heldigt, og efter salg af nogle skibe fortsattes driften af de øvrige. Efter 1863 forøgedes flåden med adskillige nye skibe. 1866 solgtes samtlige skibe og etablissementer til Det Forenede Dampskibs-Selskab, og Prior blev direktør for dettes indenlandske afdeling, hvilken stilling han beklædte indtil 3 år før sin død. I sine senere år beskæftigede han sig en del med byggeforetagender og skabte bl.a. havnen ved Tuborg, der senere overgik til et aktieselskab. Prior var en livlig og rastløs natur, og ved siden af sin omfattende virksomhed var han stadig beskæftiget med ved ivrig læsning at bøde på manglerne ved sin ungdomsopdragelse. I 1839 ægtede han Anna Regine Elisabeth, født Schmith (død 1869), datter af mølleejer Niss Schmidt og enke efter købmand L.T. Malling i Stege.
Han er begravet på Gentofte Kirkegård.
DFDS opkaldte en passagerbåd efter ham i 1950. Frem til 1970 sejlede H P Prior især på ruten København-Aalborg. 